# Braunsbedra
Braunsbedra là một đô thị thuộc huyện Saalekreis, bang Saxony-Anhalt, Đức.
Đô thị này được thiết lập sau năm 1945, nhờ sự hợp nhất của Braunsdorf và Bedra.
Một trong những khu phố địa thương của Braunsbera là Roßbach. Tại đây, trong cuộc Chiến tranh Bảy năm, trận Roßbach diễn ra vào ngày 5 tháng 11 năm 1757 giữa 21.000 quân Phổ do Friedrich Đại đế trực tiếp chỉ huy với 64.000 quân Pháp và La-Đức dưới quyền Vương công Charles de Rohan-Soubise. Soubise hòng tận dụng lợi thế về quân số để bọc sườn quân Phổ, nhưng trong lúc quân ông đang hành binh thì lực lượng kỵ binh Phổ do tướng Seydlitz, phối hợp với bộ binh và pháo binh Phổ, đã tấn công ồ ạt và đánh tan liên quân Pháp-Đức chỉ trong vòng 1 tiếng rưỡi, với thiệt hại chênh lệch 1 đổi 10. Trận đánh này có ý nghĩa to lớn về mặt chính trị, đã góp phần thúc đẩy tiến trình phát triển của chủ nghĩa dân tộc Đức.